# Tir la Jocurile Olimpice de vară din 2024 - pistol foc rapid 25 m (masculin)
Proba de tir pistol foc rapid 25 m masculin de la Jocurile Olimpice 2024 a avut loc în perioada 4-5 august 2024 la Centrul Național de Tir din Châteauroux, Franța.

## Program
Orele sunt ora Franței (UTC+1) 
| Data                    | Timp  | Etapă      |
| ----------------------- | ----- | ---------- |
| Duminică, 4 august 2024 | 09:00 | Calificări |
| Luni, 5 august 2024     | 09:00 | Finala     |

## Rezultate

### Calificări
Rezultate calificări.
| Loc | Sportiv               | Țară                       | Etapa 1 | Etapa 1 | Etapa 1 | Etapa 1 | Etapa a 2-a | Etapa a 2-a | Etapa a 2-a | Etapa a 2-a | Total   | Note |
| Loc | Sportiv               | Țară                       | 8s      | 6s      | 4s      | Total   | 8s          | 6s          | 4s          | Total       | Total   | Note |
| --- | --------------------- | -------------------------- | ------- | ------- | ------- | ------- | ----------- | ----------- | ----------- | ----------- | ------- | ---- |
| 1   | Li Yuehong            | China                      | 97      | 99      | 98      | 294     | 98          | 98          | 98          | 294         | 588-30x | C    |
| 2   | Wang Xinjie           | China                      | 99      | 98      | 96      | 293     | 99          | 98          | 97          | 294         | 587-24x | C    |
| 3   | Pavlo Korostylov      | Ucraina                    | 98      | 100     | 95      | 293     | 100         | 98          | 96          | 294         | 587-17x | C    |
| 4   | Cho Yeong-jae         | Coreea de Sud              | 100     | 100     | 97      | 297     | 99          | 97          | 93          | 289         | 586-22x | C    |
| 5   | Massimo Spinella      | Italia                     | 100     | 97      | 97      | 294     | 99          | 97          | 96          | 292         | 586-19x | C    |
| 6   | Florian Peter         | Germania                   | 99      | 98      | 95      | 292     | 100         | 99          | 94          | 293         | 585-27x | C    |
| 7   | Clément Bessaguet     | Franța                     | 100     | 97      | 96      | 293     | 98          | 100         | 94          | 292         | 585-17x |      |
| 8   | Maksym Horodynets     | Ucraina                    | 99      | 96      | 94      | 289     | 99          | 99          | 97          | 295         | 584-14x |      |
| 9   | Vijayveer Sidhu       | India                      | 98      | 98      | 97      | 293     | 100         | 98          | 92          | 290         | 583-26x |      |
| 10  | Nikita Chiryukin      | Kazahstan                  | 98      | 99      | 96      | 293     | 97          | 100         | 93          | 290         | 583-20x |      |
| 11  | Peeter Olesk          | Estonia                    | 98      | 98      | 93      | 289     | 97          | 100         | 97          | 294         | 583-17x |      |
| 12  | Riccardo Mazzetti     | Italia                     | 95      | 97      | 97      | 289     | 100         | 98          | 96          | 294         | 583-14x |      |
| 13  | Anish Anish           | India                      | 98      | 98      | 97      | 293     | 99          | 97          | 93          | 289         | 582-22x |      |
| 14  | Matěj Rampula         | Cehia                      | 99      | 96      | 93      | 288     | 97          | 97          | 99          | 293         | 581-22x |      |
| 15  | Ghulam Mustafa Bashir | Pakistan                   | 98      | 99      | 95      | 292     | 97          | 97          | 95          | 289         | 581-19x |      |
| 16  | Leuris Pupo           | Cuba                       | 98      | 97      | 90      | 285     | 100         | 98          | 98          | 296         | 581-13x |      |
| 17  | Song Jong-ho          | Coreea de Sud              | 98      | 98      | 96      | 292     | 99          | 98          | 91          | 288         | 580-26x |      |
| 18  | Ruslan Lunev          | Azerbaidjan                | 98      | 98      | 93      | 289     | 98          | 100         | 93          | 291         | 580-22x |      |
| 19  | Keith Sanderson       | Statele Unite ale Americii | 98      | 98      | 93      | 289     | 99          | 97          | 94          | 290         | 579-16x |      |
| 20  | Enkhtaivany Davaakhüü | Mongolia                   | 97      | 98      | 93      | 288     | 99          | 95          | 96          | 290         | 578-20x |      |
| 21  | Jorge Álvarez         | Cuba                       | 96      | 96      | 98      | 290     | 100         | 94          | 94          | 288         | 578-18x |      |
| 22  | Jean Quiquampoix      | Franța                     | 98      | 96      | 96      | 290     | 100         | 94          | 94          | 288         | 578-16x |      |
| 23  | Christian Reitz       | Germania                   | 99      | 98      | 94      | 291     | 98          | 98          | 90          | 286         | 577-15x |      |
| 24  | Omar Mohamed          | Egipt                      | 97      | 97      | 94      | 288     | 98          | 97          | 93          | 288         | 576-18x |      |
| 25  | Henry Turner Leverett | Statele Unite ale Americii | 96      | 97      | 93      | 286     | 98          | 93          | 96          | 287         | 573-16x |      |
| 26  | Sergei Evglevski      | Australia                  | 96      | 95      | 92      | 283     | 99          | 97          | 94          | 290         | 573-14x |      |
| 27  | Martin Podhráský      | Cehia                      | 95      | 99      | 92      | 286     | 100         | 96          | 91          | 287         | 573-11x |      |
| 28  | Dai Yoshioka          | Japonia                    | 98      | 93      | 93      | 284     | 98          | 96          | 94          | 288         | 572-12x |      |
| 29  | Douglas Gómez         | Venezuela                  | 95      | 94      | 95      | 284     | 96          | 99          | 90          | 285         | 569-12x |      |

## Finala
Rezultate finală.
| Loc | Sportiv          | Țară          | Serii | Serii | Serii | Serii | Serii | Serii | Serii | Serii | Note |
| Loc | Sportiv          | Țară          | 1     | 2     | 3     | 4     | 5     | 6     | 7     | 8     | Note |
| --- | ---------------- | ------------- | ----- | ----- | ----- | ----- | ----- | ----- | ----- | ----- | ---- |
| 1   | Li Yuehong       | China         | 5     | 8     | 12    | 14    | 18    | 23    | 27    | 32    |      |
| 2   | Cho Yeong-jae    | Coreea de Sud | 3     | 6     | 11    | 15    | 19    | 21    | 24    | 25    |      |
| 3   | Wang Xinjie      | China         | 5     | 8     | 11    | 13    | 17    | 20    | 23    | N/A   |      |
| 4   | Florian Peter    | Germania      | 2     | 7     | 11    | 14    | 18    | 20*   | N/A   | N/A   | B    |
| 5   | Pavlo Korostylov | Ucraina       | 4     | 6     | 10    | 14    | 16    | N/A   | N/A   | N/A   |      |
| 6   | Massimo Spinella | Italia        | 1     | 4     | 9     | 10    | N/A   | N/A   | N/A   | N/A   |      |